# هوهانس آهارونیان
هوهانس وارازداتی آهارونیان (ارمنی: Հովհաննես Վարազդատի Ահարոնյան؛ زادهٔ ۲۷ مهٔ ۱۹۶۳) یک سیاستمدار اهل ارمنستان است که از تاریخ ۱۹۹۵ تا تاریخ ۱۹۹۹ سمت نمایندگی دوره اول مجلس ملی جمهوری ارمنستان را برعهده داشت.

## زندگی‌نامه
در ۲۷ مهٔ ۱۹۶۳ در ایروان به دنیا آمد و از انستیتو دام‌پروری و دام‌پزشکی ایروان فارغ‌التحصیل شد. 